# Johann Michael Hartung (Orgelbauer, 1702)
Johann Michael Hartung (getauft 16. April 1702; beerdigt 14. Februar 1777 in Schloßvippach) wirkte als Orgelbauer in Schloßvippach, nordöstlich von Erfurt in Thüringen.

## Leben und Werk
Johann Michael Hartung wurde als Sohn des Böttchermeisters Martin Hartung geboren. Nicht bekannt ist, bei wem er den Orgelbau erlernte. Seit 1728 ist er als Orgelbauer nachweisbar.
Eine von seinen Orgeln aus dem Jahr 1728 steht in Gebesee in der Kirche St. Laurentius, deren Restaurierung geplant ist. Eine andere mit 34 Stimmen auf zwei Manualen vollendete er 1750 in Haßleben, die 1783 abbrannte und von seinem Sohn Johann Friedrich Hartung dreimanualig und 55-stimmig wiederaufgebaut wurde.

## Werkliste
| Jahr      | Ort            | Gebäude              | Bild | Manuale | Register | Bemerkungen                                                        |
| --------- | -------------- | -------------------- | ---- | ------- | -------- | ------------------------------------------------------------------ |
| 1728      | Gebesee        | St. Laurentius       |      | II/P    | 19       | erhalten                                                           |
| 1738      | Westgreußen    | St. Martinus         |      | I/P     | 15       | Prospekt erhalten                                                  |
| 1739–1740 | Allstedt       | St. Johannis Baptist |      | II/P    | 17       | nicht erhalten                                                     |
| 1750      | Haßleben       | St. Michael          |      | II/P    | 34       | 1783 verbrannt                                                     |
| 1750      | Wasserthaleben | St. Johannis         |      |         |          | nicht erhalten                                                     |
| 1751      | Kannawurf      | St. Peter und Paul   |      | II/P    | 22       |                                                                    |
| 1751–1752 | Nordhausen     | St. Petri            |      | II/P    | 23       | nicht erhalten                                                     |
| 1763      | Stockhausen    |                      |      | I/P     | 13       |                                                                    |
| 1766      | Göllingen      | St. Michael          |      | I/P     | 12       | umgebaut erhalten                                                  |
| 1773–1777 | Schloßvippach  | St. Vitus            |      | II/P    | 35       | von Johann Friedrich Hartung vollendet; mehrfach umgebaut erhalten |